# Hans Weidmann
Hans Weidmann (* 28. Juli 1918 in Basel; † 2. November 1997 ebenda) war ein Schweizer Maler, Zeichner, Grafiker und Zeichenlehrer. Schwerpunkte seines Schaffens bildeten die Glasmalerei und das Mosaik. Er war Mitbegründer der Künstlergruppe «Kreis 48».

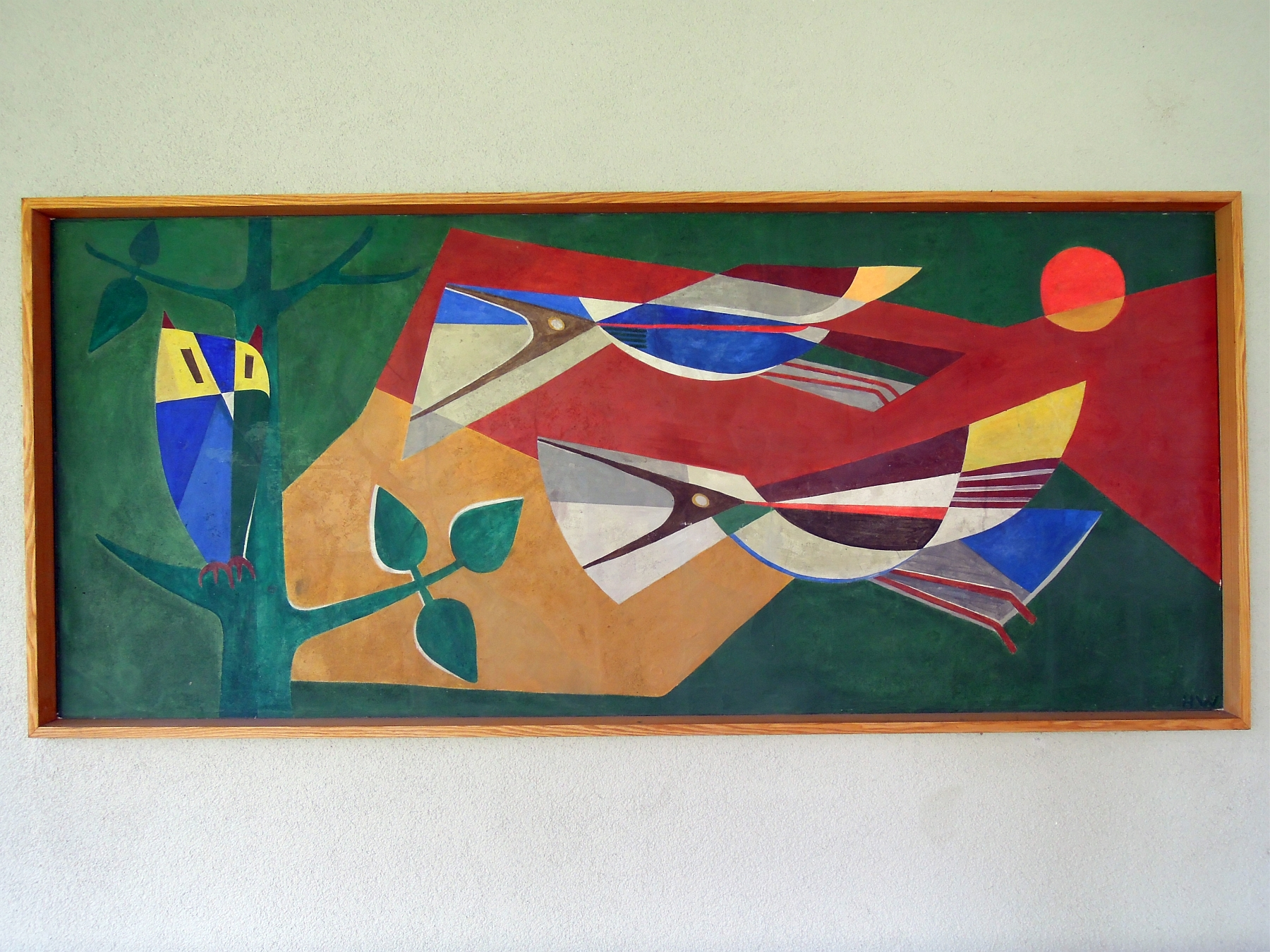
1953. Fresko, Aggression und Frieden, Schulhaus Lärchen, Münchenstein

## Leben und Werk
Hans Weidmann wuchs als Sohn des Holzbildhauers und Drechslers Emil Weidmann in Kleinbasel auf. Auf Wunsch des Vaters absolvierte er bei ihm eine Lehre als Holzbildhauer und besuchte von 1939 bis 1941 die Kunstklasse an der Allgemeinen Gewerbeschule Basel. Seine Lehrer waren Arnold Fiechter, Albrecht Meyer und Walter Bodmer. An dieser Schule war Weidmann von 1943 bis 1975 als Lehrer tätig und unterrichtete das Fach Figürliches Zeichnen.

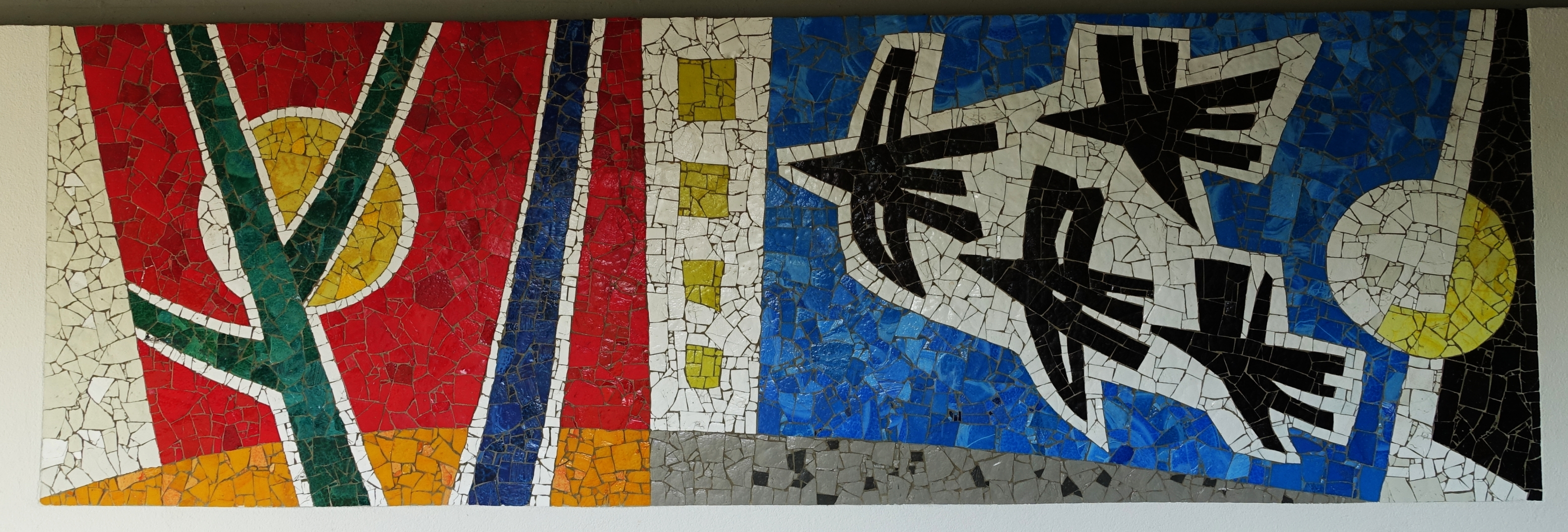
Mosaik Vogelzug

Hans Weidmann war schon in jungen Jahren von Freiheitsdrang und Fernweh erfüllt. So fuhr er, erst 15-jährig, mit dem Fahrrad nach Hamburg, wanderte 1933 zu Fuss nach Jugoslawien und dort weiter nach Belgrad, um schliesslich in Venedig anzukommen. Spätere Reisen führten ihn nach Süd- und Nordamerika, nach Nordafrika, nach Australien, Alaska, Skandinavien, Griechenland, in den Fernen Osten und immer wieder nach Indien. Auf den Reisen füllte er ungezählte Zeichenblöcke. Weidmanns Aquarelle gehören zu seinen Meisterwerken.

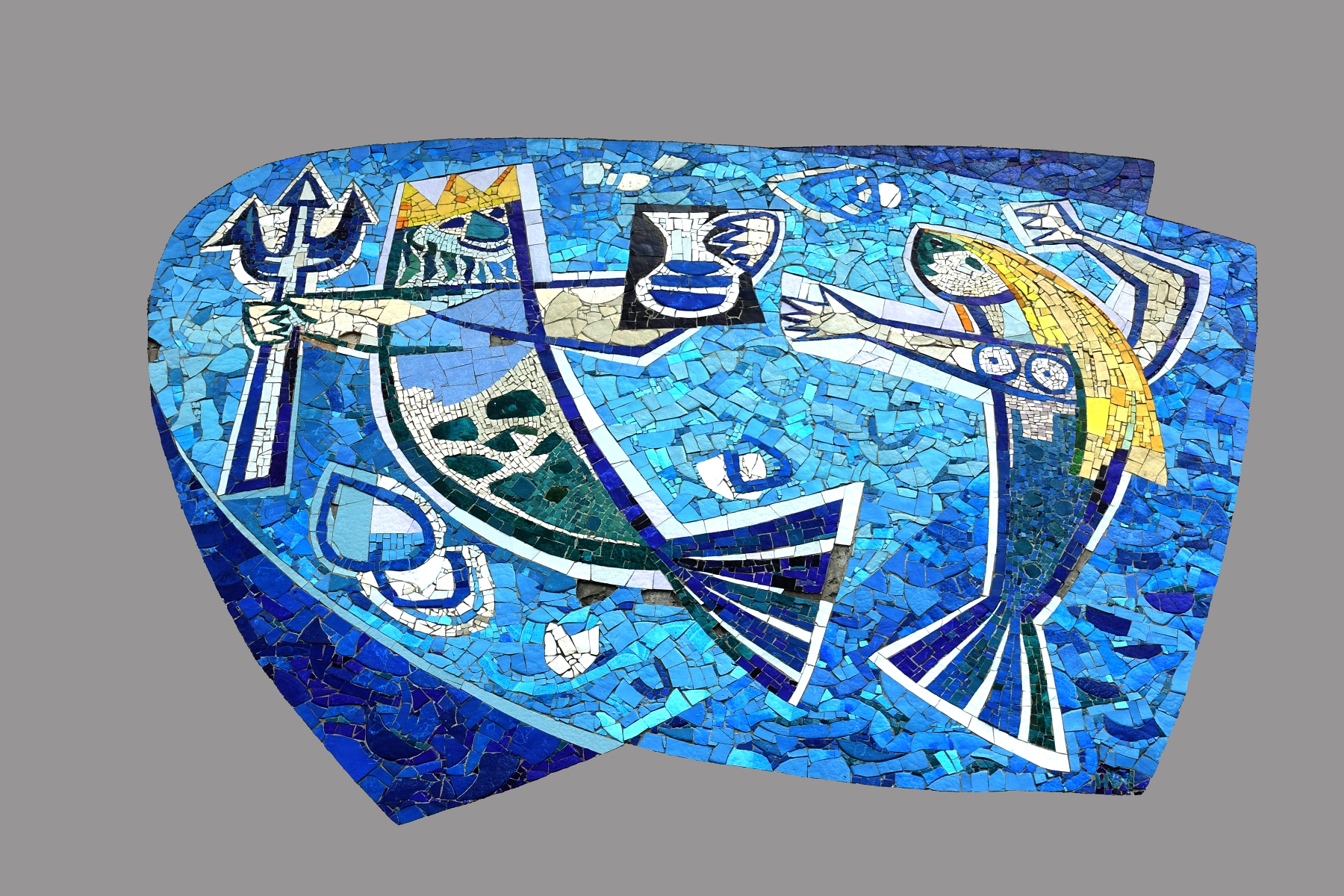
Mosaik Neptun und Nixe.

1941 bezog Weidmann sein erstes Atelier. Einige seiner Werke gingen aus den Wettbewerben des Kunstkredits Basel-Stadt als Sieger hervor, oder sie wurden vom Kunstkredit in Auftrag gegeben. Seine Kenntnisse von Farbe, Holz und Stein machten ihn zum gesuchten Restaurator. Wie viele Basler Kunstschaffende gestaltete Weidmann Laternen für die Basler Fasnacht.
Hans Weidmann war ein aktives Mitglied des «Kreises 48». Zu der Gruppe zählten sich Romolo Esposito, Julie Schätzle, Johann Anton Rebholz, Paul Basilius Barth, Alex Maier, Gustav Stettler, Jean-François Comment, Karl Glatt, Max Kämpf, Theo Lauritzen, Peter Moilliet und Paul Stöckli. Später kamen Valery Heussler, Robert Lienhard und Hanni Salathé dazu.
1998 fand in der Galerie von Ernst Beyeler eine grosse Retrospektive über Hans Weidmanns Lebenswerk statt.

## Ausstellungen

### Einzelausstellungen (Auswahl)
- 1954: Galerie Staffelei, Zürich
- 1960, 1962, 1963: Galerie Handschin, Basel
- 1979: Kunsthalle Bühler, Stuttgart
- 1983, 1985, 1988: Galerie Schöneck, Riehen
- 1947, 1973, 1978, 1998: Galerie Ernst Beyeler, Basel
- 2007: Galerie Carzaniga, Basel

### Gruppenausstellungen (Auswahl)
- 1948: Kreis 48, Galerie Ernst Beyeler, Basel
- 1953, 1954: Kreis 48, St. Alban-Saal, Basel
- 1956: Schweizerische Kunstausstellung, Mustermesse, Basel
- 1958: Atelier Riehentor, Basel
- 1959, 1955, 1963: Kreis 48, Kunsthalle Basel
- 1965: Kreis 49, Club des Arts, Moutier
- 1966: Salle Socrate, Biel
- 1967: Galerie Gerhard, Basel
- 1967, 1971: St. Alban-Saal, Basel
- 1972: Basellandschaftliche Kunstvereinigung, Schloss Ebenrain, Sissach
- 1979: Kunstverein Binningen, mit Peter Moilliet
- 1978, 1986: Kreis 48, Galerie Atrium, Basel
- 1984: Kreis 48, Schweizerische Kreditanstalt, Basel
- 1985: Musée du Vitrail, Romont
- 1981, 1986, 2008: Galerie Riehentor, Basel
- 2016: Kreis 48, Kunst Raum Riehen

## Publikationen
- 50 Jahre Reisen. Buchverlag Basler Zeitung, Basel 1986, ISBN 978-3-85815129-2.